# Gösta Edberg

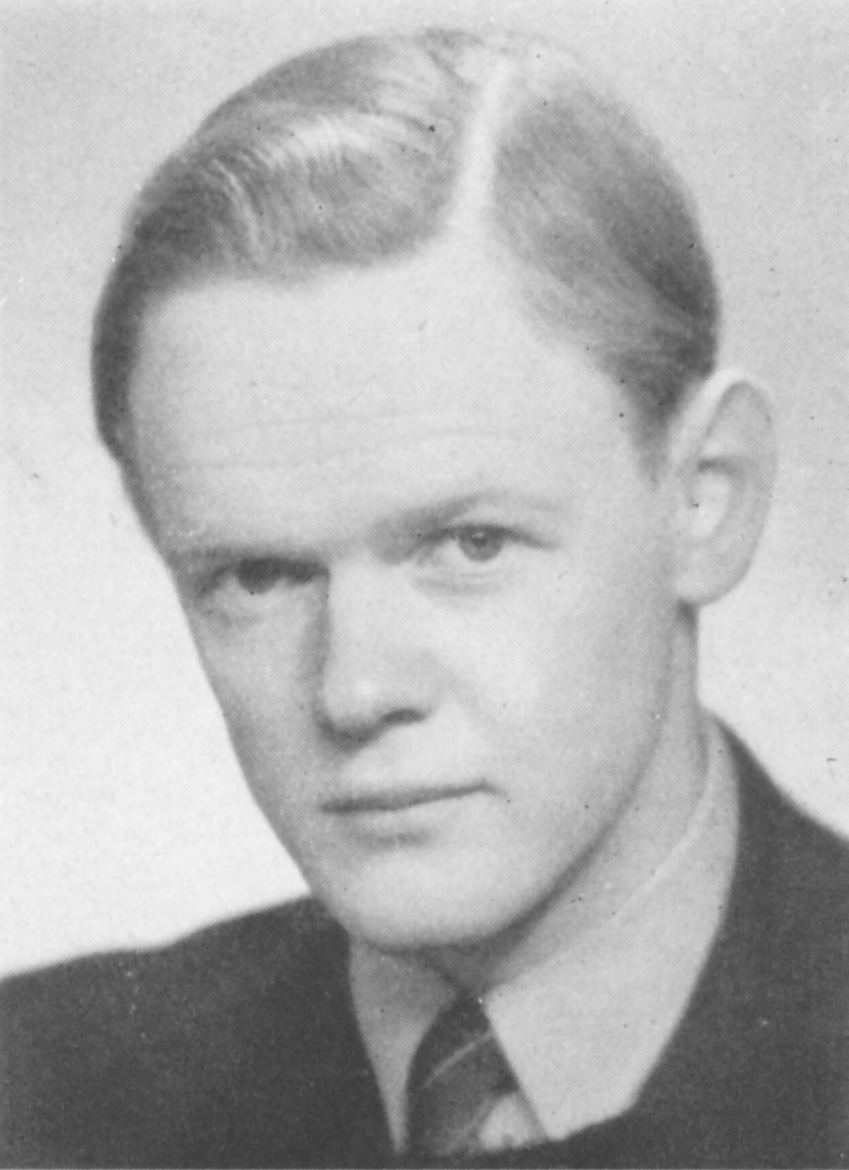
Gösta Edberg

Gösta Fredrik Edberg, född 28 april 1918 i Sankt Matteus församling, Stockholm, död 14 augusti 2012 i Djursholm, Stockholms län, var en svensk arkitekt och professor vid arkitektsektionen vid Kungliga tekniska högskolan.

## Liv och verk
Efter studentexamen 1938 praktiserade Edberg hos Cyrillus Johansson och lockades där till arkitektbanan. Han tog examen vid Kungliga tekniska högskolan 1946 och arbetade därefter hos Backström & Reinius i Stockholm till 1948. Därefter följde en resa till USA där han arbetade på flera kontor i Kalifornien och Pennsylvania och undervisade vid University of Miami. Han utförde också uppdrag för industrimannen Axel Wenner-Gren, bland annat Paradise Beach på Bahamas.
År 1955 återvände Edberg med familj till Stockholm. Tillsammans med Åke Ahlström genomfördes uppdraget om ett nytt stadshus i Mölndals stad, en tävling han vunnit 1947. Han blev lärare i frihandsteckning och modellering på vid arkitektsektionen KTH 1958. Han var vidare professor i formlära 1969–1971 och utnämndes till docent vid avdelningen för formlära vid KTH 1972. Under denna period publicerade han ett flertal verk rörande forskningsområden så som arkitekturpsykologi och perceptionspsykologi. Edberg är begravd på Djursholms begravningsplats.

## Verk i urval

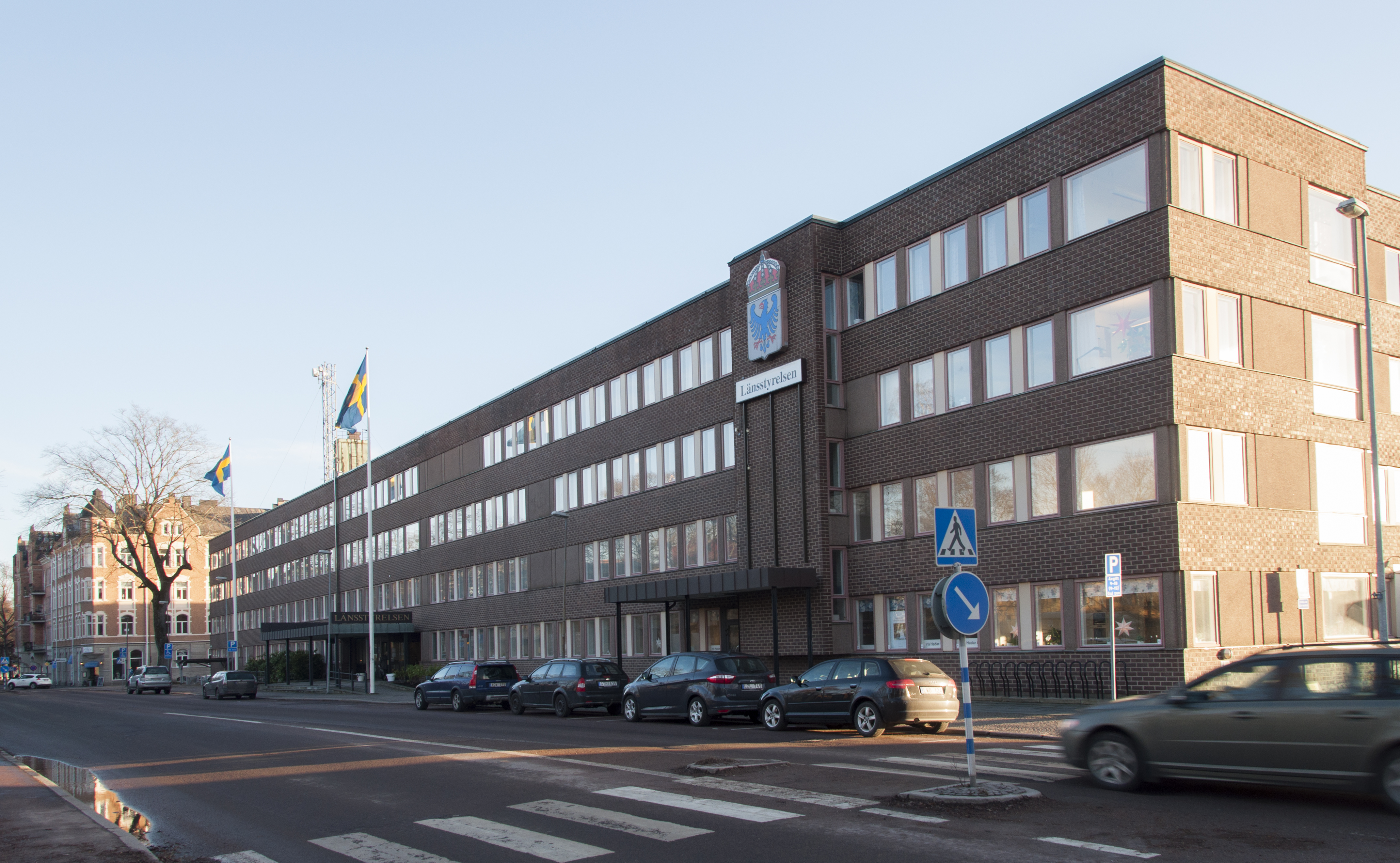
Länsstatshuset i Karlstad

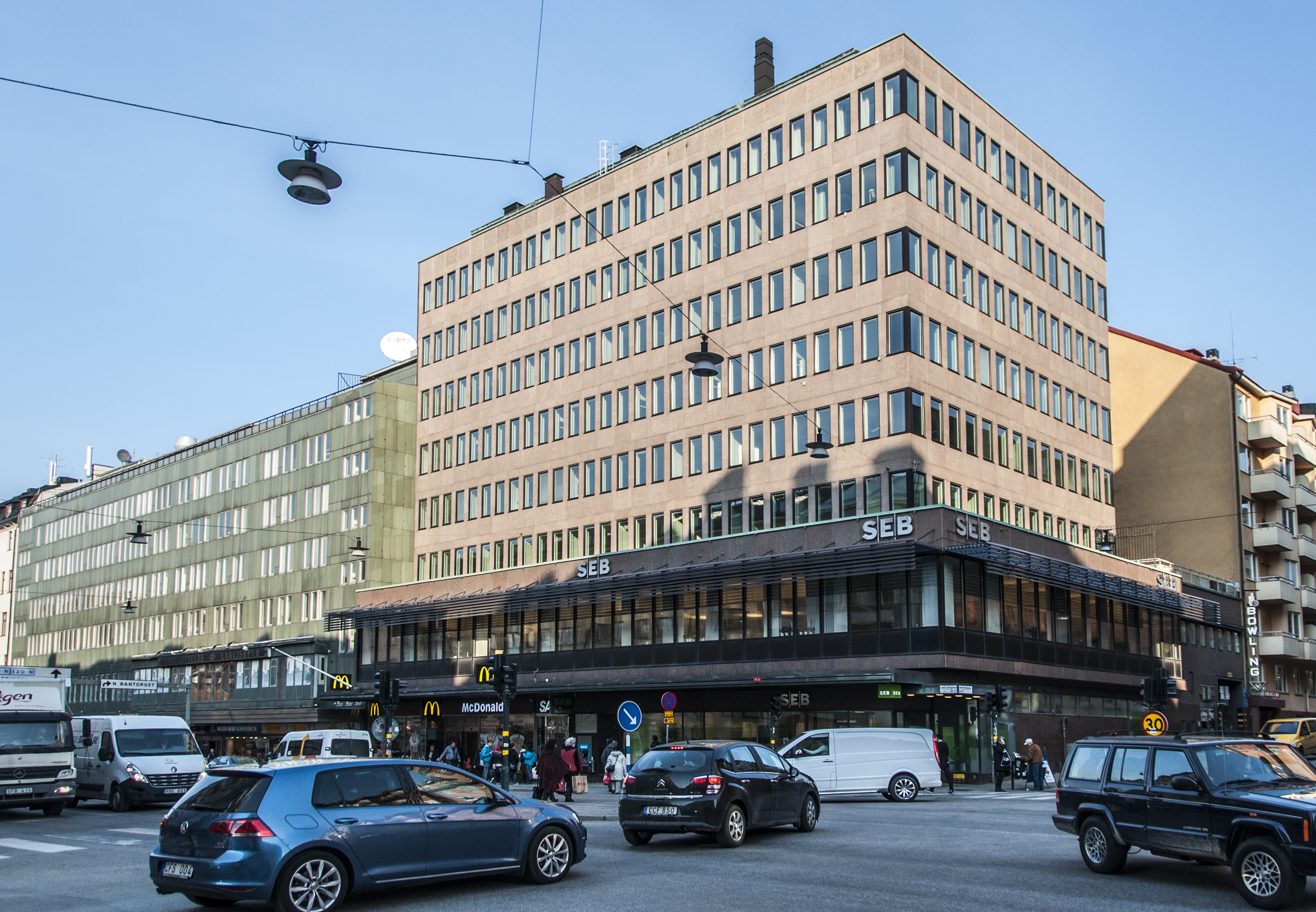
Byggnader i kvarteret Grinden, Stockholm

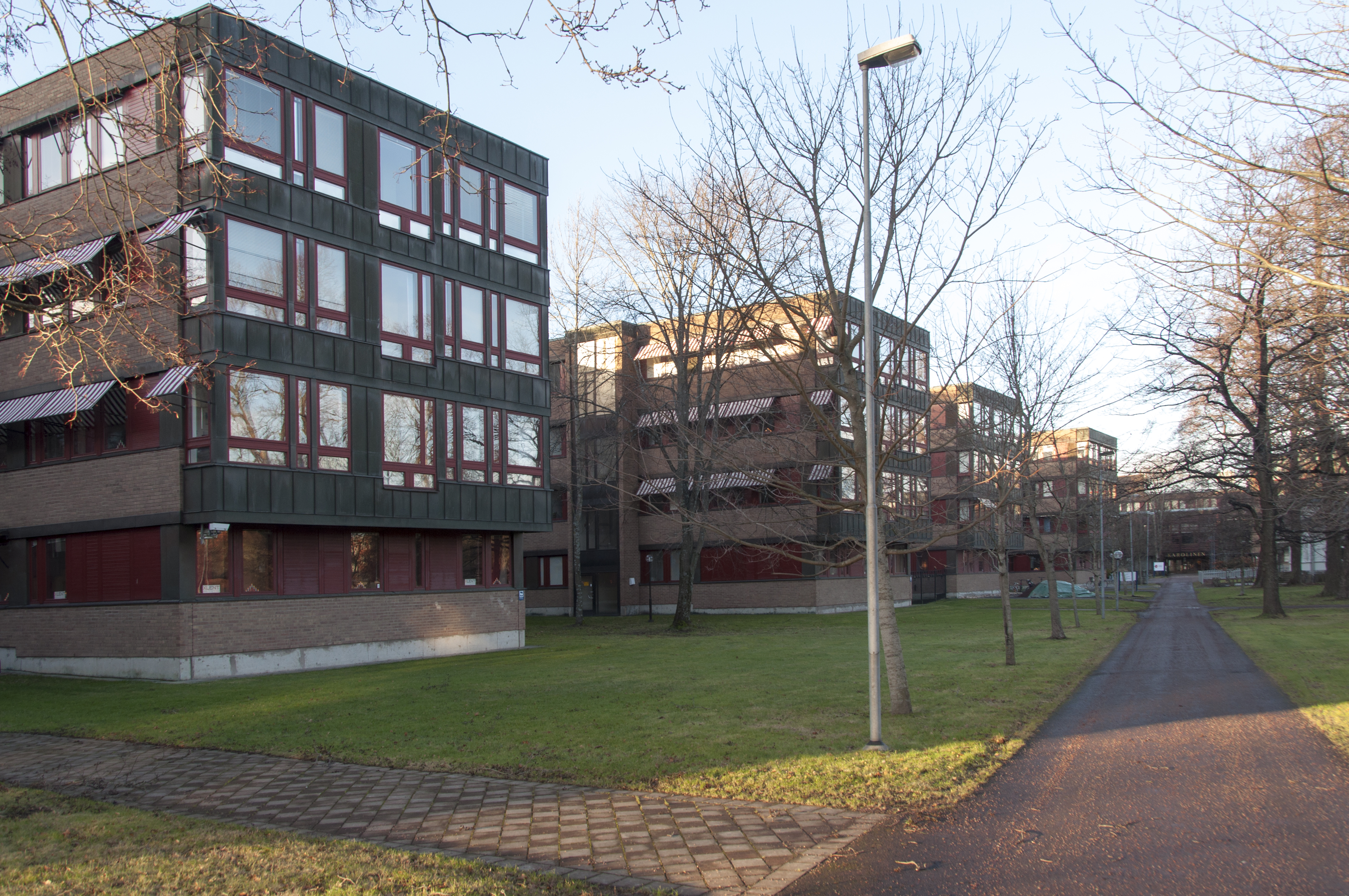
Karolinen i Karlstad

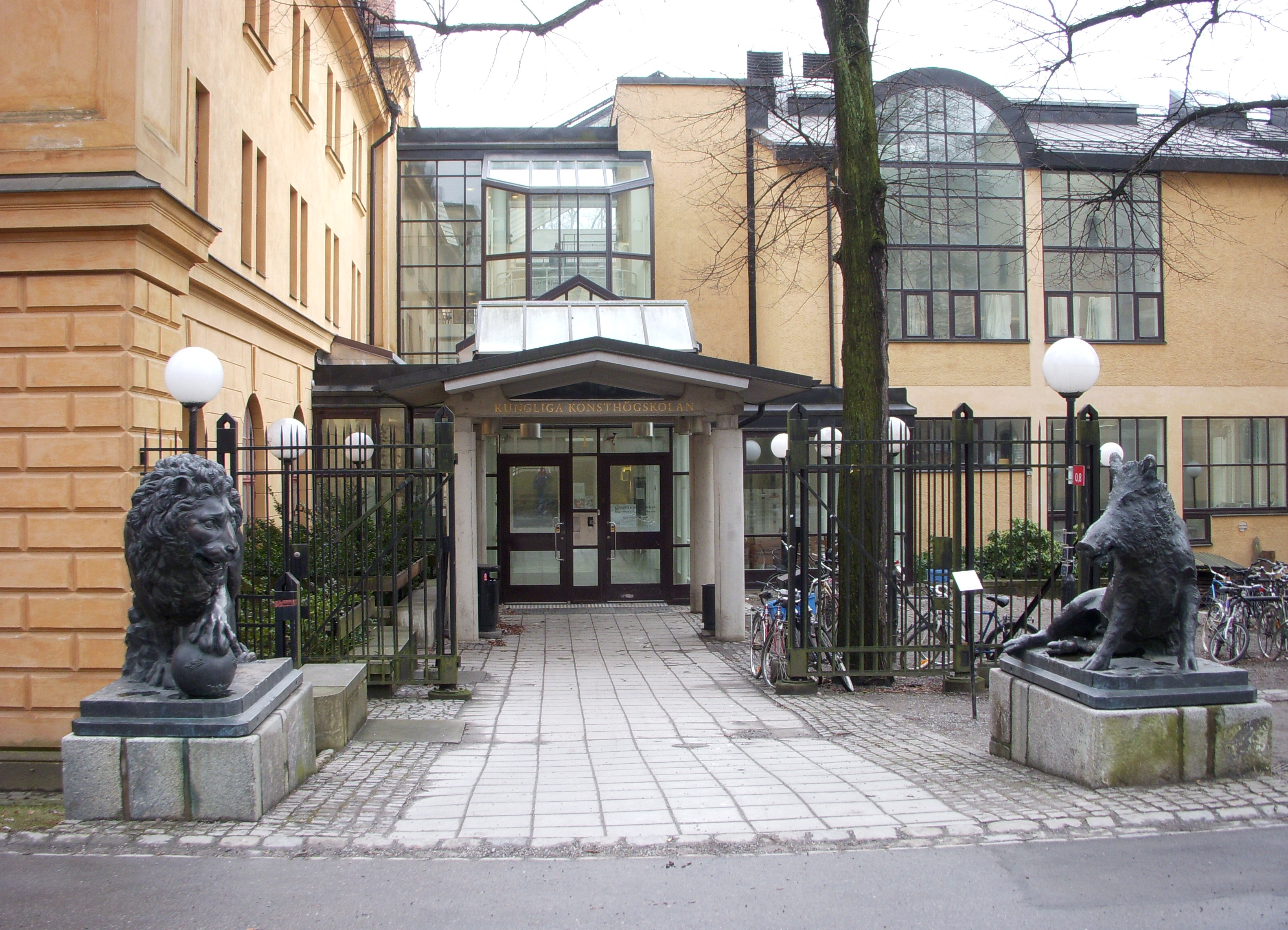
Kungliga Konsthögskolan, Stockholm

- Stadshus i Mölndal tävling och skisser med Åke Ahlström 1947–1955, egen handläggning 1955–1958, möbler och inredning 1958–1960.
- Stadshustorget och stadshusparken i Mölndal 1958–1960.
- Bostadshus, kv Lodjuret, Lidingö.
- Affärs-, bostads och kontorshus kv Grinden 16 och 21, Stockholm 1961.
- Typhus VH-villan, 7 villor byggda 1961.
- Landsstatshus i Karlstad 1964-1965, möbler och inredning 1966–1967.
- Affärs- och bostadshus, kv Grinden 12-14, Stockholm 1967–1968.
- Butiks- och bostadshus, kv Krubban 8, Sundbyberg 1971–1973.
- Karolinen, statlig förvaltningsbyggnad, Karlstad, etapp I 1971–1973, etapp II 1973–1975, möbler och inredning, mark och trädgårdar 1971–1975.
- Stadsplan, Tuppen-området Norrköping 1974–1976.
- Radhus, kv Kullen, Norrköping 1975–1978.
- HSB-bostadsrättsförening och servicehus, kv Asken 40, Norrköping 1975–1984.
- Lantmäteri mm, Karlstad 1975–1986.
- Posthus i Härnösand 1978–1980, i Skövde, tillbyggnad 1980–1982, i Stockholm 6, Kvarteret Resedan ombyggnad 1980–1982, i Trelleborg, tillbyggnad 1982–1984, i Karlsborg 1983–1988.
- Postens inköpscentral i Kista, ombyggnad 1987–1988.
- Postterminal i Järfälla, tillbyggnad 1985–1990.
- Skattehus i Visby, ombyggnad av kasern A7 1983–1988.

### I egen verksamhet
- Paradise Beach, Bahamas 1950–1953.
- Elementbyggt enfamiljshus 1958.
- Tinytown. A recreation park, Ventura County, California, USA 1960–1961.
- Kv Trossen, Stockholm 1960–1968.
- Barnkliniken, Sahlgrenska sjukhem, Göteborg 1963–1967.
- Kv Pyramiden, Stockholm 1963–1967. Kontors- och bostadshus för SCG.
- kv Asken 5, Norrköping 1976–1985. Bostadshus för SCG.
- kv Valnöten, Norrköping 1976–1980. Statlig förvaltningsbyggnad.
- kv Skeppsbron m fl, Visby 1976–1982.
- Tekniska museet, Stockholm, om- och tillbyggnad 1979–.
- Hovrätten i Sundsvall, tillbyggnad 1985–.
- Kungliga Konsthögskolan, Skeppsholmen, Stockholm 1987–1995.